# بحيرة كارينبويل
 بحيرة كارينبويل تقع في مقاطعةليمبورغ ضمن الإقليم الفلامندي وتبلغ مساحتها 22 هكتار